# Panurginus melanocephalus
Panurginus melanocephalus là một loài Hymenoptera trong họ Andrenidae. Loài này được Cockerell mô tả khoa học năm 1926.